# Pavel Iablotchkov
 (juin 2013).
Pavel Nikolaïevitch Iablotchkov (en russe : Павел Николаевич Яблочков, traditionnellement en français : Paul Jablochkoff) est un électrotechnicien russe, né le 14 septembre 1847 à Serdobsk et décédé à Saratov le 6 avril 1894.

## Biographie
Né dans une famille noble du gouvernement de Saratov, il est inscrit en 1858 au premier lycée de garçons de Saratov. En 1862, il doit quitter le lycée, la famille n’ayant plus les moyens de financer ses études. Il est toutefois admis en 1863 à l’école du génie de Saint-Pétersbourg dont il sort diplômé en 1866. En 1869, il entre à l'école militaire électrotechnique de Kronstadt et approfondit ses connaissances en électrotechnique pendant un cours de huit mois. Il sert ensuite à Kiev pendant trois ans dans le 5e bataillon de sapeurs jusqu’en septembre 1872. Il travaille pour le service télégraphique impérial russe de 1872 à 1875 et est parallèlement membre du cercle d’électrotechniciens et inventeurs auprès du musée polytechnique de Moscou. Dans le cadre du cercle il commence à s’intéresser aux lampes électriques.
En 1874, il installe une lampe électrique sur une locomotive reliant Moscou à la Crimée afin d’éclairer la voie de nuit. L’expérience est un succès mais la lampe en question lui semble encore trop compliquée. Après avoir quitté le service télégraphique, Iablotchkov ouvre un atelier à Moscou où il se consacre à l’électrotechnique et collabore avec d'autres savants. Au cours d’expérience d’électrolyse il découvre le principe qui l’inspire pour la création des « bougies Jablochkoff ».
En 1876, projetant de se rendre à Philadelphie, il vient à Paris où il s'installe pour quelques années où il dépose des brevets. Attaché à la maison Breguet pendant quelque temps, c'est là qu'il effectue les premiers essais qui le conduisent à mettre au point en 1876 l'idée qui a popularisé son nom : la bougie Jablochkoff, une lampe à arc qui illumine quelques années les boulevards des grandes capitales avant d'être supplantée par la lampe à incandescence de Thomas Edison,.

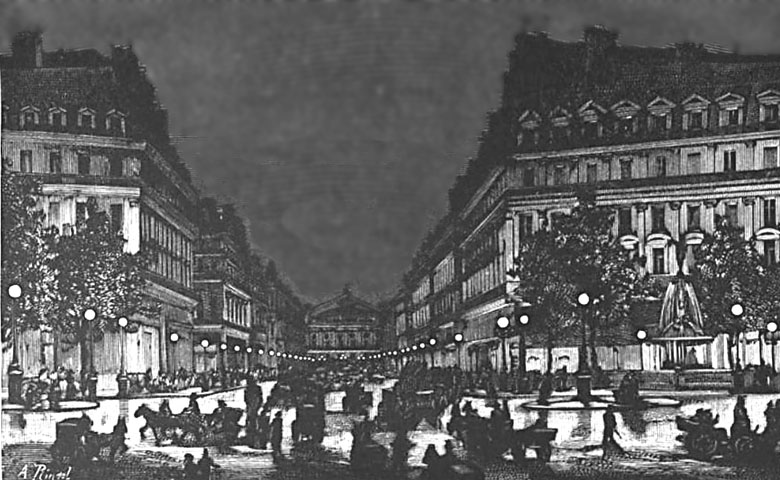
Les bougies Jablochkoff éclairent l'avenue et la place de l'Opéra durant l'exposition universelle de 1878 à Paris.

En 1878, Iablotchkov rentre en Russie et fonde en 1879 une société produisant et commercialisant ses inventions. Une gestion mal contrôlée et l’apparition de la lampe à incandescence marquent le déclin de la société de Iablotchkov.
Ses nombreuses découvertes (générateur de courant alternatif, transformateur, électroaimant) ne lui ont pas apporté la fortune et c'est dans le dénuement qu'il meurt à l'âge de 46 ans dans son pays natal.

## Source
- « Notice nécrologique », La Nature, no 1089,‎ 14 avril 1894 (lire en ligne) sur Gloubik Sciences.